# Aardman Animations
Aardman Animations Limited er et britisk animationsstudie baseret i Bristol. Den er kendt for film og tv-serier lavet ved hjælp af stop motion og ler animation teknikker, især dem med dens plasticine karakterer fra Walter og Trofast, Flugten fra Hønsegården, Frode Får og Morph. Efter nogle eksperimentelle computeranimerede kortfilm i slutningen af 1990'erne, begyndende med Owzat (1997), trådte Aardman ind på computeranimation-markedet med Skyllet væk (2006). Fra februar 2020 havde den tjent 1,1 milliarder dollars på verdensplan med et gennemsnit på 135,6 millioner dollars per film.
Aardmans film er gennemgående blevet meget godt modtaget, og deres stop-motion-film er blandt de mest indbringende producerede, med deres debut i 2000, Flugten fra Hønsegården, som er deres mest indbringende film, såvel som mest indtjenende stop-motion film nogensinde. En efterfølger, Flugten fra Hønsegården: Operation Nugget, blev udgivet i 2023.

## Filmer
- Flugten fra Hønsegården (2000)
- Walter og Trofast - Det store grøntsagskup (2005)
- Skyllet væk (2006)
- Arthurs julegaveræs (2011)
- Piraterne! 3D (2012)
- F for Får - Filmen (2015)
- Hulemanden Sten (2018)
- F for får filmen - Fårmageddon (2019)
- Flugten fra Hønsegården: Operation Nugget (2023)
- Wallace & Gromit: Vengeance Most Fowl (2024)

## Eksterne links
- Officielle hjemmeside